# To Timmy!
To Timmy! (ang. Timmy Time, 2009–2012) – serial animowany produkcji brytyjskiej, produkcja Aardman Animations, HiT Entertainment i BBC Television. Swoją premierę miał na kanale Disney Channel w bloku Disney Junior, a później był emitowany na osobnym kanale Disney Junior pod tytułem Timmy i Przyjaciele. Od 14 marca 2011 w poniedziałkowej Wieczorynce. Jedyne co się różniło obiema wersjami to czołówka. Był również emitowany na Polsat Jim Jam oraz TVP ABC.
Spin-off serialu Baranek Shaun.

## Fabuła
Timmy i jego znajomi muszą nauczyć dzielić się z innymi, zapoznawać się z innymi. Są pouczani przez pewnych nauczycieli – Harriet i Osbourne. Kreskówka jest głównie dla młodszych dzieci.
Show trwa 10 minut i zupełnie tak jak poprzednik, nie posiada żadnych dialogów.

## Postacie
- Timmy – baranek, tytułowa postać, uwielbia być w centrum uwagi. Ma trzy lata, swoje czwarte urodziny obchodzi w odcinku "Urodziny Timmy’ego". W wielu odcinkach wpada w kłopoty; uczy się jednak na swoich błędach i często stara się pomagać innym. Najlepszy przyjaciel Yabby, jest również bardzo bliski Finlayowi. Pojawia się w „Baranku Shaun”.
- Harriet – pelikan, nauczycielka dzieci.
- Osbourne – sowa, nauczyciel dzieci i ojciec Otusa.
- Yabba – kaczątko, najlepszy przyjaciel Timmy’ego.
- Paxton – prosiaczek, charakteryzuje się apetytem na jabłka i swoją wagą. Zawsze nosi niebieski sweter.
- Mittens – kotka, nienawidzi brudnego/mokrego futra. Jest raczej wrażliwa i uwielbia piknikować.
- Ruffy – szczeniak, energiczny choć czasem mentalnie powolny.
- Apricot – jeż bardzo cichy i płochliwy. Zaskoczony lub przestraszony zwija się w kulkę, rzadko się odzywa.
- Stripey – borsuk, nieco śpiący i powolny (ponieważ borsuki prowadzą życie nocne).
- Kid – koza, ma duży apetyt jak Paxton i żuje wszystko w zasięgu wzroku. Jeśli ktoś zabiera rzecz, którą żuje - nie ma nic przeciwko; po prostu przechodzi do czegoś innego.
- Otus – sowa, syn Osbourne’a. Zazwyczaj skupiony na czytaniu. Lubi pomagać i jest bardzo wrażliwy.
- Finlay – lis, pobudliwy i pełen energii.
- Bumpy – gąsienica, pojawia się w kilku odcinkach jak i czołówce. Nie należy do klasy.
- Mama Timmy’ego – owca, pojawia się w czołówce i napisach końcowych. Jest jedynym rodzicem w serialu (oprócz Osbourne’a), a także występuje w „Baranku Shaun”.

## Wersja polska
Wersja polska: 
- dla Disney Channel – SDI Media Polska
- dla TVP – Telewizja Polska Agencja Filmowa

Reżyseria: Joanna Węgrzynowska

Teksty piosenek: Marek Robaczewski

Kierownictwo muzyczne: Jakub Szydłowski

Narracja: 
- Joanna Węgrzynowska (niektóre odcinki)
- Jakub Molęda (niektóre odcinki)

Śpiewali:
- Joanna Węgrzynowska
- Jakub Molęda
- Adrian Perdjon

## Spis odcinków
| Nr             | Polski tytuł                    | Angielski tytuł                    |
| -------------- | ------------------------------- | ---------------------------------- |
|                |                                 |                                    |
| SERIA PIERWSZA |                                 |                                    |
|                |                                 |                                    |
| 01             | Puzzle Timmy’ego                | Timmy's Jigsaw                     |
|                |                                 |                                    |
| 02             | Lekarstwo na czkawkę Timmy’ego  | Timmy's Hiccup Cure                |
|                |                                 |                                    |
| 03             | Timmy chce wygrać               | Timmy Wants to Win                 |
|                |                                 |                                    |
| 04             | Timmy artysta                   | Timmy the Artist                   |
|                |                                 |                                    |
| 05             | Timmy nie umie tańczyć          | Timmy Can't Dance                  |
|                |                                 |                                    |
| 06             | Timmy mówi przepraszam          | Timmy Says Sorry                   |
|                |                                 |                                    |
| 07             | Timmy robi show                 | Timmy Steals the Show              |
|                |                                 |                                    |
| 08             | Timmy chce beret                | Timmy Wants the Beret              |
|                |                                 |                                    |
| 09             | Timmy lubi niebieski            | Timmy Wants the Blues              |
|                |                                 |                                    |
| 10             | Timmy gra w piłkę               | Timmy Plays Ball                   |
|                |                                 |                                    |
| 11             | Piknik Timmiego                 | Timmy's Picnic                     |
|                |                                 |                                    |
| 12             | Timmy próbuje się ukryć         | Timmy Tries to Hide                |
|                |                                 |                                    |
| 13             | Timmy na kółkach                | Timmy on Wheels                    |
|                |                                 |                                    |
| 14             | Zdjęcie Timmiego                | Snapshot Timmy                     |
|                |                                 |                                    |
| 15             | Timmy robi hałas                | Timmy Goes Bang                    |
|                |                                 |                                    |
| 16             | Timmy na wodzie                 | Timmy Afloat                       |
|                |                                 |                                    |
| 17             | Timmy pracuje                   | Timmy Gets the Job Done            |
|                |                                 |                                    |
| 18             | Timmy potrzebuje kąpieli        | Timmy Needs a Bath                 |
|                |                                 |                                    |
| 19             | Timmy chce bęben                | Timmy Wants the Drum               |
|                |                                 |                                    |
| 20             | Wyścig Timmiego                 | Go Kart Timmy                      |
|                |                                 |                                    |
| 21             | Pociąg Timmiego                 | Timmy the Train                    |
|                |                                 |                                    |
| 22             | Maskotka Timmiego               | Timmy's Puppet                     |
|                |                                 |                                    |
| 23             | Timmy budowniczy                | Timmy the Builder                  |
|                |                                 |                                    |
| 24             | Timmy się śmieje                | Timmy Brings a Smile               |
|                |                                 |                                    |
| 25             | Maska Timmiego                  | Timmy's Mask                       |
|                |                                 |                                    |
| 26             | Wiosenna niespodzianka Timmiego | Timmy's Spring Surprise            |
|                |                                 |                                    |
| SERIA DRUGA    |                                 |                                    |
|                |                                 |                                    |
| 27             | Timmy uczy się magii            | Timmy Learns Magic                 |
|                |                                 |                                    |
| 28             | Timmy się lepi                  | Sticky Timmy                       |
|                |                                 |                                    |
| 29             | Timmiemu jest straszno          | Timmy Gets Spooked                 |
|                |                                 |                                    |
| 30             | Wesołych snów Timmy             | Sweet Dreams Timmy                 |
|                |                                 |                                    |
| 31             | Timmy uczy się latać            | Timmy Learns to Fly                |
|                |                                 |                                    |
| 32             | Timmy znajduje skarb            | Timmy Finds Treasure               |
|                |                                 |                                    |
| 33             | Listonosz Timmy                 | Timmy the Postman                  |
|                |                                 |                                    |
| 34             | Ciężarówka Timmiego             | Timmy's Truck                      |
|                |                                 |                                    |
| 35             | Timmy dzwoni                    | Timmy Rings the Bell               |
|                |                                 |                                    |
| 36             | Traktor Timmiego                | Timmy's Tractor                    |
|                |                                 |                                    |
| 37             | Nowy przyjaciel Timmiego        | Timmy's New Friend                 |
|                |                                 |                                    |
| 38             | Urodziny Timmiego               | Timmy's Birthday                   |
|                |                                 |                                    |
| 39             | Samolot Timmiego                | Timmy's Plane                      |
|                |                                 |                                    |
| 40             | Porządki Timmiego               | Tidy Timmy                         |
|                |                                 |                                    |
| 41             | Timmy gra                       | Timmy Bounces Back                 |
|                |                                 |                                    |
| 42             | Puszki Timmiego                 | Timmy's Tins                       |
|                |                                 |                                    |
| 43             | Timmy robotem                   | Timmy the Robot                    |
|                |                                 |                                    |
| 44             | Timmy na tropie skarbu          | Timmy's Treasure Trail             |
|                |                                 |                                    |
| 45             | Timmy na kempingu               | Timmy Goes Camping                 |
|                |                                 |                                    |
| 46             | Zwierzak Timmiego               | Timmy's Pet Problem                |
|                |                                 |                                    |
| 47             | Licz na Timmiego                | Count on Timmy                     |
|                |                                 |                                    |
| 48             | Timmy robi plusk                | Timmy Makes a Splash               |
|                |                                 |                                    |
| 49             | Kula śniegowa Timmiego          | Timmy's Snowball                   |
|                |                                 |                                    |
| 50             | Bałwanek Timmiego               | Timmy's Snowman                    |
|                |                                 |                                    |
| 51             | Timmy popełnia błąd             | Timmy Slips Up                     |
|                |                                 |                                    |
| 52             | Potwór Timmiego                 | Timmy's Monster                    |
|                |                                 |                                    |
| SERIA TRZECIA  |                                 |                                    |
|                |                                 |                                    |
| 53             | Muzykowanie z Timmy'm           | Timmy Makes Music                  |
|                |                                 |                                    |
| 54             | Be-be Timmy                     | Beep Beep Timmy                    |
|                |                                 |                                    |
| 55             | Lekarz Timmy                    | Doctor Timmy                       |
|                |                                 |                                    |
| 56             | Timmy i ciasteczka              | Timmy's Cookie                     |
|                |                                 |                                    |
| 57             | Timmy długo szuka               | Timmy's Big Search                 |
|                |                                 |                                    |
| 58             | Dziecięcy czas Timmy’ego        | Baby Time Timmy                    |
|                |                                 |                                    |
| 59             | Timmy na spotkaniu z kosmitami  | Timmy Finds Aliens                 |
|                |                                 |                                    |
| 60             | Timmy i balet                   | Ballerina Timmy                    |
|                |                                 |                                    |
| 61             | Timmy hałasuje                  | Boing Boing Timmy                  |
|                |                                 |                                    |
| 62             | Timmy w melodii                 | Timmy In Tune                      |
|                |                                 |                                    |
| 63             | Timmy sprawia, że to świeci     | Timmy Makes It Shine               |
|                |                                 |                                    |
| 64             | Timmy strażakiem                | Fireman Timmy                      |
|                |                                 |                                    |
| 65             | Timmy i balonik                 | Timmy and the Balloon              |
|                |                                 |                                    |
| 66             | Super królik                    | Timmy and the Super Lamanda Rabbit |
|                |                                 |                                    |
| 67             | Piskliwy Timmy                  | Squeaky Timmy                      |
|                |                                 |                                    |
| 68             | Timmy i tajemnicze jajo         | Timmy's Egg Heads                  |
|                |                                 |                                    |